# Litsea grandis
Espèce
Classification phylogénétique
Litsea grandis une espèce de plantes à fleurs de la famille des Lauraceae. C'est un arbre trouvé en Asie du Sud-Est.

## Synonymes
- Litsea paludosa Kosterm.,
- Litsea rufofusca Kosterm.,
- Tetranthera grandis Wall. ex Nees[1]

## Description
- Arbre atteignant 30 m
- Feuilles persistantes, simples, alternes.
- Fleurs blanc-jaunâtre, diamètre 15 mm
- Fruit: drupes 8 mm

## Répartition et habitat
L'espèce est originaire de toute l'Asie du Sud-Est depuis la Birmanie, jusqu'en Chine, Philippines, Indonésie, et Nouvelle-Guinée.
On la trouve dans les forêts mixtes à Diptérocarpes, à flancs de collines, jusqu'à 800 m d'altitude.

## Utilisation
On utilise la plante pour faire des planches, mais le bois a une odeur désagréable.